# MH 35. Dobó István Harckocsi Dandár
A Magyar Honvédség 35. Dobó István Harckocsi Dandár a Magyar Honvédség 3. Gépesített Hadtest közvetlen alakulata volt. Az alakulat 1952-ben alakult meg Verpeléten, és 1995-ben szűnt meg Kalocsán.

## Története
A dandár elődje MN 48. Közepes Harckocsi Ezredként alakult meg 1952-ben Verpelét helyőrségben. Egy évre rá új nevet kapott MN 35. Nehéz Harckocsi-rohamlövegezred. 1957-ben az 1956-os forradom utáni átalakítások következtében megkapta végső megnevezését, amit felszámolásáig viselt. 1963-ban kapta meg az MN 7965-ös számot, és 1987-ben a RUBIN-feladat által előírt átalakítások során lett MN 35. Harckocsi Dandár.
Az ezred a ceglédi 3. Hadtest alárendeltségében, a gyöngyösi MN 4. Gépesített Lövészhadosztályhoz tartozott.  1990-ben az alakulat Eger helyőrségbe diszlokált és a verpeléti laktanyát bezárták.
Az ezred T-55-ös típusú harckocsikkal volt ellátva. A laktanyában 3 harckocsi zászlóalj volt, ezek egyenként 22 db harckocsival rendelkeztek, majd dandárrá való átalakulás már 100 db feletti volt a harckocsik darabszáma. A szakcsapatok szintén rendelkeztek a magyar gyártmányú felderítő úszó gépkocsikkal FUG, majd a szintén magyar gyártmányú páncélozott szállító harcjárműveket PSZH szintén lehetett találni a laktanyában.
A verpeléti helyőrség felszámolásával 1990-ben Egerbe diszlokált, és egybeolvadt a 6. Gépesített Lövészdandárral létrehozva a 35. Dobó István Harckocsi Dandárt. Az új alakulat neve MH 35. Dobó István Harckocsi Dandár lett. Egy évvel később a dandár 1991. szeptemberében Kalocsára helyzeték át.
Kalocsán az 1987-ben felszámolt MN 24. Harckocsi Ezred helyét vette át.
A Kalocsába átdiszlokált dandár 1995. december 15-én került felszámolásra.